# Saint-Nicolas-de-Pierrepont
Saint-Nicolas-de-Pierrepont és un municipi francès situat al departament de la Manche i a la regió de Normandia. L'any 2007 tenia 247 habitants.

## Demografia

### Població
El 2007 la població de fet de Saint-Nicolas-de-Pierrepont era de 247 persones. Hi havia 104 famílies de les quals 28 eren unipersonals (20 homes vivint sols i 8 dones vivint soles), 40 parelles sense fills, 32 parelles amb fills i 4 famílies monoparentals amb fills.
La població ha evolucionat segons el següent gràfic:
Habitants censats

### Habitatges
El 2007 hi havia 155 habitatges, 111 eren l'habitatge principal de la família, 40 eren segones residències i 4 estaven desocupats. 150 eren cases i 3 eren apartaments. Dels 111 habitatges principals, 94 estaven ocupats pels seus propietaris, 16 estaven llogats i ocupats pels llogaters i 1 estava cedit a títol gratuït; 10 tenien dues cambres, 14 en tenien tres, 31 en tenien quatre i 56 en tenien cinc o més. 90 habitatges disposaven pel capbaix d'una plaça de pàrquing. A 56 habitatges hi havia un automòbil i a 46 n'hi havia dos o més.

### Piràmide de població
La piràmide de població per edats i sexe el 2009 era:
| Homes | Edats   | Dones |
| ----- | ------- | ----- |
| 0     | 95 o +  | 0     |
| 0     | 90 a 94 | 4     |
| 4     | 85 a 89 | 4     |
| 0     | 80 a 84 | 16    |
| 4     | 75 a 79 | 0     |
| 4     | 70 a 74 | 12    |
| 4     | 65 a 69 | 16    |
| 4     | 60 a 64 | 4     |
| 0     | 55 a 59 | 4     |
| 4     | 50 a 54 | 4     |
| 16    | 45 a 49 | 4     |
| 8     | 40 a 44 | 12    |
| 12    | 35 a 39 | 8     |
| 8     | 30 a 34 | 4     |
| 8     | 25 a 29 | 16    |
| 4     | 20 a 24 | 0     |
| 16    | 15 a 19 | 12    |
| 12    | 10 a 14 | 4     |
| 16    | 5 a 9   | 0     |
| 12    | 0 a 4   | 8     |

## Economia
El 2007 la població en edat de treballar era de 156 persones, 114 eren actives i 42 eren inactives. De les 114 persones actives 109 estaven ocupades (61 homes i 48 dones) i 5 estaven aturades (2 homes i 3 dones). De les 42 persones inactives 24 estaven jubilades, 5 estaven estudiant i 13 estaven classificades com a «altres inactius».

### Ingressos
El 2009 a Saint-Nicolas-de-Pierrepont hi havia 111 unitats fiscals que integraven 247 persones, la mediana anual d'ingressos fiscals per persona era de 15.482 €.

### Activitats econòmiques
Dels 3 establiments que hi havia el 2007, 1 era d'una empresa de construcció i 2 d'empreses de serveis.
L'únic servei als particulars que hi havia el 2009 era una lampisteria.
L'any 2000 a Saint-Nicolas-de-Pierrepont hi havia 20 explotacions agrícoles que ocupaven un total de 558 hectàrees.

## Poblacions més properes
El següent diagrama mostra les poblacions més properes.